# Niccolò di Tommaso
Niccolò di Tommaso est un peintre faisant partie des dits « primitifs italiens », né à Pistoia, près de Florence, où il est documenté  de 1346 environ à 1376.
Il est documenté à Florence, Naples et Pistoia dans la seconde moitié du XIVe siècle. Son nom est enregistré dans l'Arte dei Medici e Speziali vers 1346.
Il se forme dans l'entourage de Maso di Banco, avant d'entrer dans l'atelier de Nardo di Cione avec lequel il travaille aux fresques L'Histoire de sainte Anne et de Marie pour la chapelle de sainte Anne dans le Cloître des morts du couvent de Santa Maria Novella.
Un document de 1370 indique qu'il travaille en collaboration avec Nardo et Jacopo di Cione, avec qui il réalise un dessin préparatoire pour un polyptyque pour San Pier Maggiore. La même année, il travaille à Pistoia dans l'église de San Giovanni Fuorcivitas.
En 1371 il voyage à Naples où il signe un polyptyque dans l'église de Sant'Antonio Abate (Musée de Capodimonte, Naples).
À son retour en Toscane, il exécute un grand cycle de fresques dans l'église du Tau à Pistoia. Il réalise également d'autres œuvres importantes telles que Le Couronnement de la Vierge (Gallerie dell'Accademia de Venise) et Le Massacre des Innocents (Musée des Offices, Florence).
En 1952, Roberto Longhi, dans une étude, le décrit ainsi : « On voit très bien son origine qui vient de son maître Nardo di Cione (frère d'Andrea Orcagna) dans la douceur des visages ; mais il faut aussi ajouter que dans les motifs des ors gaufrés et dans la grâce de la ligne, on voit qu'il penchait aussi vers la richesse de parure et l'élégance des Siennois. »
Plusieurs de ses œuvres, souvent des retables polyptyques de petites dimensions de dévotion particulière se trouvent dans des musées renommés en Europe et aux États-Unis.

## Œuvres
- Œuvre de jeunesse : Joseph d'Arimathie, Musée des beaux-arts de Tours[4]
- Le Mariage mystique de sainte Catherine entre saint Jean-Baptiste et saint Dominique, Musée Fesch, Ajaccio[5].

- Triptyque vers 1360 : au centre : Vierge à l’Enfant sur un trône avec saint Pierre, un saint évêque, une sainte non identifiée, saint Jean-Baptiste ; volet gauche : Nativité du Christ ; pinacle : Ange  annonciateur ; volet droit : Crucifixion avec la Vierge, saint Jean et sainte Marie-Madeleine ; pinacle : Vierge  annoncée ; inscription sur la base : «Ave maria gratia plena », collection Galerie Sarti[6].

- La Vierge à l’Enfant entre des anges et six saints, 1362-1367, Musée Thyssen-Bornemisza, Madrid[7].

- Triptyque Le Couronnement de la Vierge, 1370, Walters Art Museum, Baltimore[8].

- Triptyque : Panneau central : Vision de la Nativité par sainte Brigitte ; prédelle : Vierge à l'Enfant ; Panneau gauche : Ange de l’Annonciation avec saint Antoine Abbé, sainte Catherine d’Alexandrie, Nicholas de Bari et saint Jean majeur ; panneau droit : Vierge de l’Annonciation et Crucifixion, Collection Johnson du Philadelphia Museum of Art[9].

- Il a décoré à fresque, avec quelques collaborateurs de Pistoia, l'église du Couvent de Tau à Pistoia : histoires de l'Ancien Testament, du Nouveau Testament et de la vie de saint Antoine l'abbé dans les bandes latérales, sur trois ordres superposés. Chacune des douze voiles, qui constituent la couverture de l'église, est dédiée à un épisode de la Genèse, de la Création du ciel et de la Terre[10].

- Vision de la Nativité de sainte Brigitte après 1372, tempera et or sur panneau de peuplier, Pinacothèque vaticane[11]

- Vierge à l’Enfant, douze saints et Pietà, vers 1370-1380, Galerie Giovanni Sarti, Paris[12]
- Triptyque - panneau central : Vierge d'humilité et quatre anges, Christ bénissant dans un trifeuille. Volet gauche : six saints et saintes. Volet droit, idem. Au dessus, dans des pinacles, ange à gauche, Vierge annoncée (d'humilité) à droite. 1360-1370 (Musée du Petit Palais, Avignon)(Catalogue du Musée, no 215, p. 166)

### Œuvres citées mais non documentées
[réf. nécessaire]
- Triptyque de saint Antoine du musée de San Martino de Naples.
- nombreux panneaux : « Les Saints Jean et Paul » du musée Horne à Florence,
- Saints du Vatican
- Triptyque de Washington